# Terpna ruficoloraria
Terpna ruficoloraria är en fjärilsart som beskrevs av W. Warren 1897. Terpna ruficoloraria ingår i släktet Terpna och familjen mätare. Inga underarter finns listade i Catalogue of Life.